# 14975 Serasin
14975 Serasin è un asteroide della fascia principale. Scoperto nel 1997, presenta un'orbita caratterizzata da un semiasse maggiore pari a 2,7334281 UA e da un'eccentricità di 0,0627914, inclinata di 3,53262° rispetto all'eclittica.